# 청색왕게
청색왕게(blue king crab)는 왕게과 왕게속에 딸린 동물이다. 세인트매튜스 섬 , 프리빌로프 제도, 다이오메드 제도, 알래스카에 서식하며, 일본과 러시아 해안선 일부에도 서식한다. 프리빌로프의 청색왕게는 왕게과에서 가장 큰 종으로, 체중 18 파운드(8.2 킬로그램)이 넘어가는 개체도 있다. 학명은 파랄리토데스 플라티푸스(Paralithodes platypus)

## 어업역사
동부 베링해 주변의 상업용 블루 킹 크랩 수확은 1960년대 중반에 시작되어 1981년에 13,228,000파운드 (6000t)의 어획량으로 정점을 찍었습니다.미국의 프리빌로프 섬에 수확량은 1980년에 10,935,00파운트(4,960t)로 정점을 찍었고 인구 감소로 인해 1988년에 폐쇄되었으며,1999년 동안 개장 이후 9년에 다시 문을 닫았다. 세인트 메튜 어업은 9년에 453,500,4 파운드로 정점을 찍었지만 비슷한 감소를 경험하여 2009년에 폐쇄되었습니다. 7년에 문을 열었고 TV쇼Deadliest Catch에 출연했습니다. 세인트 매튜 (St. Matthew) 주식은 재건되고 있지만 어업은 폐쇄 된 채로 남아 있으며 Pribilof 주식은 크게 개선되지 않았습니다. 디오메데 블루 킹크랩은 상업적으로 잡힌적은 없지만, 원주민 마을의 생계형 어업을 지원합니다.

## 서식지
블루 킹 크랩은 베링해에서 레드 킹 크랩에 비해 잡히는 양은 적은 편이다. 알래스카 근처의 해역에서는 디오메데 제도, 포인트 호프, 세인트 매튜 섬 및 프리빌로프 제도  근처에서 발견된다.
또한 아시아 동부 해안, 일본 북부와 시베리아 근처에도 발견되기도 한다.
블루 킹크랩은 레드 킹크랩에 비해 북쪽 지역에 분포하는데, 그 이유는 북부 베링해의 차가운 바다가 블루 킹크랩이 생존하기에 적합하기 때문이다.
또한 깊이 12~50m의 바다밑에서 서식하는데, 왕게보다 낮은 수온에서 서식하므로 서식지는 보통 왕게보다 깊다. 개체수는 왕게에 비해 적다.

## 형태적 특징
블루 킹크랩은 갑각 표면에는 가시 사이에 작고 납작한 알갱이들이 늘어선다.
집게다리와 걷는 다리에는 가시가 드문 드문 있다.
몸 빛깔은 파란색을 띤 보라색이다.

## 기타 특징
이마뿔은 비교적 짧고 아래쪽을 향하는데, 앞끝에 3개의 크고 뾰족한 가시가 있고 그 뒤쪽 표면에는 3개의 가시가 가로로 줄지어 있다.
더듬이 가시는 크게 2갈래로 갈라지며 바깥쪽 가장자리에 작은 가시가 1개 더 있다.
갑각 윗면에는 둔한 가시들이 널려 있고, 양쪽 가장자리에는 눈구멍 옆에 있는 가시를 제외하고 각각 20개의 크고 작은 가시들이 줄지어 있다.

## 블루 & 레드 킹크랩 구별법
우리나라에서 과거에는 킹크랩을 단일 종으로 알고 있었지만, 지금은 레드와 블루로 구분해서 판매되고 있습니다. "생물 종" 자체가 다른 것으로 영어권에서는 레드 킹크랩(Red king crap)과 '블루 킹크랩(blue king crap)으로 구분하고 있습니다.국내에서도 레드와 블루를 구별해서 팔고는 있지만, 소비자의 인식은 여전히 미흡합니다.
킹크랩 레드와 블루를 개별적으루 보면 채색의 차이로는 구별을 못하지만, 확실한 구별법은 청색왕게의 등 중앙의 원뿔의 개수는 4개가 존재하고, 왕게는 등 중앙의 원뿔의 개수가 6개의 뿔이 존재한다.

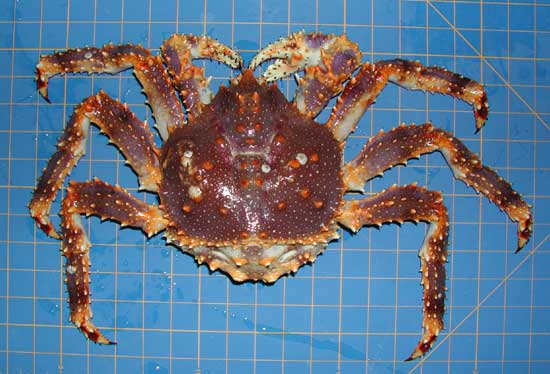
블루킹크랩

1. ↑  Vining, I.; S. F. Blau;  외. (2001). 〈Evaluating changes in spatial distribution of blue king crab near St. Matthew Island〉.   G. H. Kruse, N. Bez, A. Booth, M. W. Dorn, S. Hills, R. N. Lipcius, D. Pelletier, C. Roy, S. J. Smith and D. Witherell. 《Spatial processes and management of marine populations》. University of Alaska Sea Grant College Program Report. 327–348쪽. ISBN 978-1-56612-068-5.
2. ↑  “King Crab 101”. Fisherman's Express. 2000.